# キ87 (航空機)
キ87
駐機中のキ87。機首の横に排気タービンが露出している
- 用途：戦闘機
- 分類：近距離戦闘機
- 設計者：西村節郎、青木邦弘、加藤博美[1]、渋谷巌[2]
- 製造者：中島飛行機
- 運用者： 大日本帝国（日本陸軍）
- 初飛行：1945年（昭和20年）4月
- 生産数：1機
- 運用状況：試作のみ

キ87は、第二次世界大戦中に計画された日本陸軍の試作戦闘機。開発・製造は中島飛行機。

## 概要
防空・制空・襲撃など、あらゆる任務に使用可能な万能戦闘機として開発された四式戦闘機「疾風」（キ84）は、行動半径400 km（1.5時間）の要求であったが、より航続距離（2時間）も長く、かつ、高高度の戦闘に耐えうる戦闘機としてキ87が1942年（昭和17年）に試作開始され、試作機3機と増加試作機7機が発注された。当初の予定では1945年（昭和20年）4月には10機とも完成させる予定だったが、キ84の開発が優先したことと新機軸を多く盛り込んだ機体だったため、実機の完成は計画より大幅に遅れて1945年2月になった。
本機は、機首右側面に大型排気タービンを備えて高々度の性能向上を目指した。これは、被弾した時の燃料漏れによる火災を防ぐためだったが、テスト時には排気タービンの過熱問題により、ただでさえ不調だったエンジンに悪影響を与えた。このため増加試作機では、他の多くの機種同様機体下面に排気タービンを設置する形にすることも検討されていたという。
主脚は90度回転し後方に引き込み式としたのも本機の特徴だったが、これは翼内に大口径機関砲や燃料タンクのスペースを設け、前縁部切り欠きを設けないための工夫であった。しかし、当時の日本の技術力ではこのような複雑な構造を実用化できず、脚の動作不良のため5回のテスト飛行では脚を出したままの状態であった。また、重武装、重装甲の機体で、機体の全備重量は約6.1 tという日本の単発戦闘機としては異例の巨体となった。
試作1号機のテスト中は、エンジンの不調、排気タービンの過熱問題、主脚の動作不具合に悩まされ、5回のテスト飛行を実施しただけでそのまま終戦を迎えた。ただし、操縦性は悪い癖もなくキ84よりも感じがよい機体ではあったという。結局完成したのはこの1機で、終戦時には2号機が完成直前であった。本機は、中島において試作された最後の戦闘機となった。
派生型として、中高度近距離戦闘機として排気タービンを廃し、武装を20mm機関砲4門に変更した「キ87乙」と、エンジンを「ハ46」に換装し、738 km/hまで最大速度を引き上げた「キ87II」の計画があったが、どちらも実機の試作には至らず終わっている。

## スペック

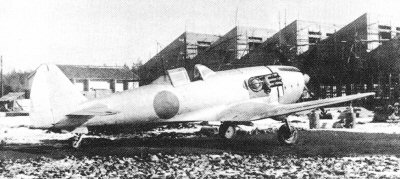
中島　キ87

出典：野沢正 『日本航空機総集 中島篇』 134頁。
- 全長：11.82 m
- 全幅：13.423 m
- 全高：4.49 m
- 主翼面積：26.0 m2
- 自重：4,387 kg
- 全備重量：5,632 kg（正規）/ 6,100 kg（最大）
- 翼面荷重：216.6 kg/m2（正規）
- エンジン：中島 ハ44-12ル× 1（空冷複列星型18気筒・排気量48.2L・離昇出力2,450 hp・最高回転数2,800 rpm）
- プロペラ：直径3.6m×4翅
- 最大出力：2,450 hp（離陸上昇）/ 2,200 hp（高度4,400 m）/ 2,040 hp（高度11,000 m）
- 最大速度：706 km/h（高度11,000 m）
- 巡航速度：470 km/h
- 上昇力：高度10,000 m まで 14分12秒
- 実用上昇限度：12,855 m
- 燃料搭載量：機内1,200L＋増槽300L×2（合計：1,800L）
- 航続時間：2時間（行動半径800km ＋ 空戦0.5時間 ＋ 余裕1時間）
- 武装
  - ホ155 30mm機関砲 × 2（携行弾数：1門当たり150発）
  - ホ5 20mm機関砲 × 2（携行弾数：1門当たり150発）
  - 250kg爆弾 × 1
- 乗員：1名

（データは推算値）